# Federico Contarini

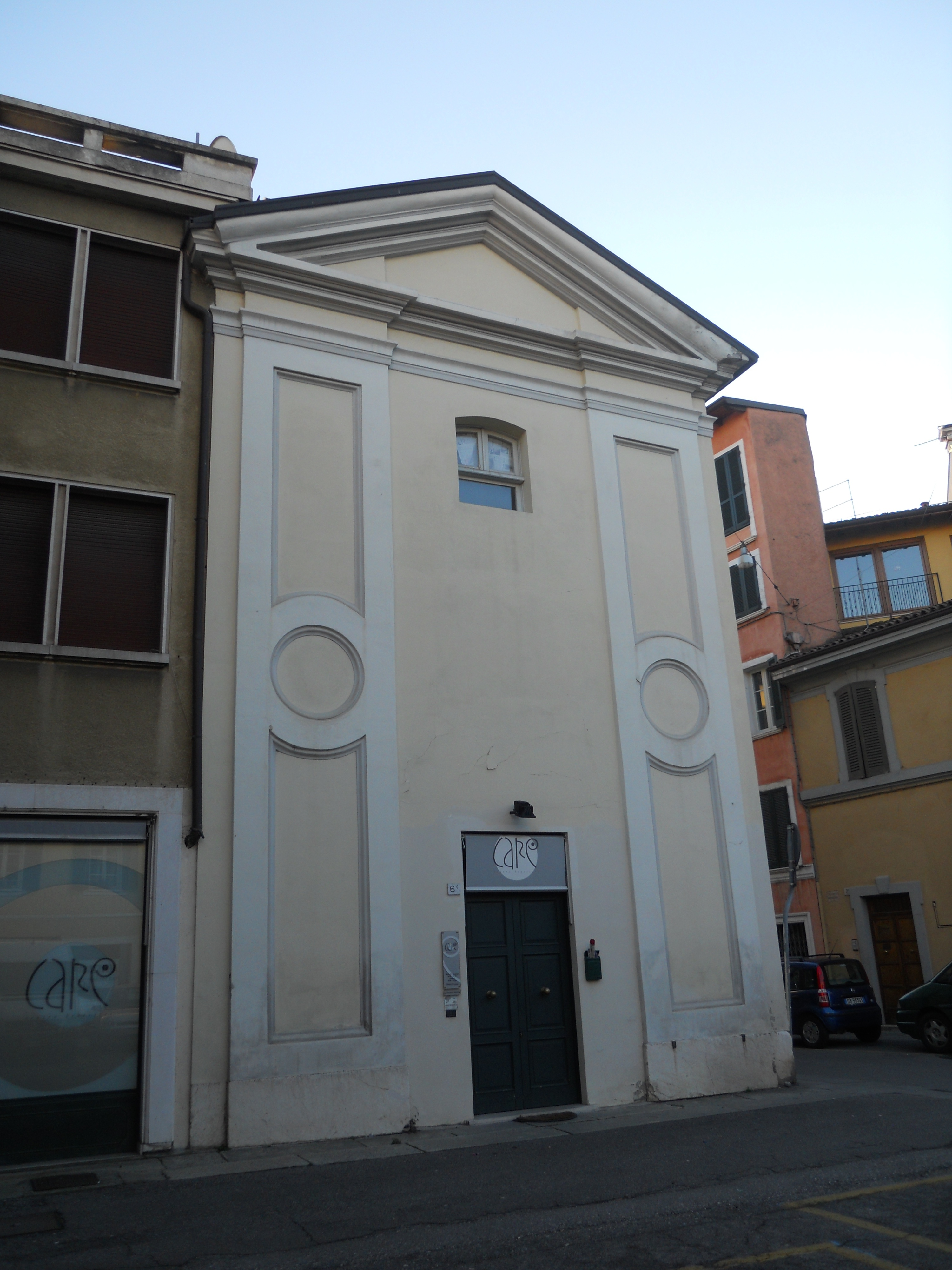
Brescia, chiesa di Santa Maria della Mansione

Federico Contarini (Venezia, novembre 1479 – Brescia, 19 febbraio 1512) è stato un militare e politico italiano.

## Biografia
Era figlio di Girolamo Contarini, dell'omonima nobile famiglia veneziana. A soli 29 anni (giugno 1508) venne nominato provveditore della fortezza di Asola, avamposto strategico della Repubblica di Venezia, in sostituzione di Nicolò Querini.
La prima vittoria in campo militare la ottenne nella battaglia di Casaloldo il 10 maggio 1509, quando respinse l'assalto delle truppe gonzaghesche, comandate da Alessio Beccaguto inviato dal marchese di Mantova Francesco II Gonzaga desideroso di ampliare il territorio di confine del suo Stato. Asola venne però attaccata dai mantovani, ma il Contarini riuscì a fuggire, riparando a Venezia.
Venne quindi nominato provveditore a Cividale del Friuli e combatté in Friuli e nel bellunese. Fu inviato a Bergamo nel tentativo di recuperare la città alla Serenissima. Colpito da un'archibugiata sparata da un soldato francese durante il sacco di Brescia nel 1512, Federico Contarini morì e venne sepolto dai suoi soldati nella chiesa di Santa Maria della Mansione.